# أكسدة أمونية

ينتج الأكريلونتريل بشكل كبير صناعياً من الأكسدة الأمونية لمركب البروبيلين.

الأكسدة الأمونية في الكيمياء هي تفاعل كيميائي يستخدم صناعياً على شكل عملية من أجل إنتاج النتريلات بتفاعل الأمونيا والأكسجين مع الألكينات؛ وكانت قد طورت في شركة Standard Oil of Ohio الأمريكية.
{\displaystyle \mathrm {R{-}CH_{3}\ +\ NH_{3}\ +\ 1{,}5\ O_{2}{\xrightarrow {\Delta T,Kat}}\ R{-}CN\ +\ 3\ H_{2}O} }

## مثال
يستخدم هذا التفاعل بشكل واسع في إنتاج ملايين الأطنان من مركب الأكريلونتريل.
{\displaystyle {\ce {CH3CH=CH2 + 3/2 O2 + NH3 -> {N≡CCH=CH2}+ 3 H2O}}}